# Microctenochira aspersa
Microctenochira aspersa  (лат.) — вид жуков щитоносок (Cassidini) из семейства листоедов. Центральная Америка (Гватемала, Коста-Рика, Мексика, Никарагуа, Панама), Южная Америка (Колумбия).
Форма тела уплощённая. Растительноядный вид, питается растениями семейства вьюнковые (Convolvulaceae), пальмовые (Elaeis), бобовые (Phaseolus), банановые (Musa), злаки (Sorghum), мареновые (Coffea), паслёновые (Lycopersicon).